# Gustavo Navarro
Gustavo Navarro es un presentador de televisión y político ecuatoriano y soltero

## Carrera

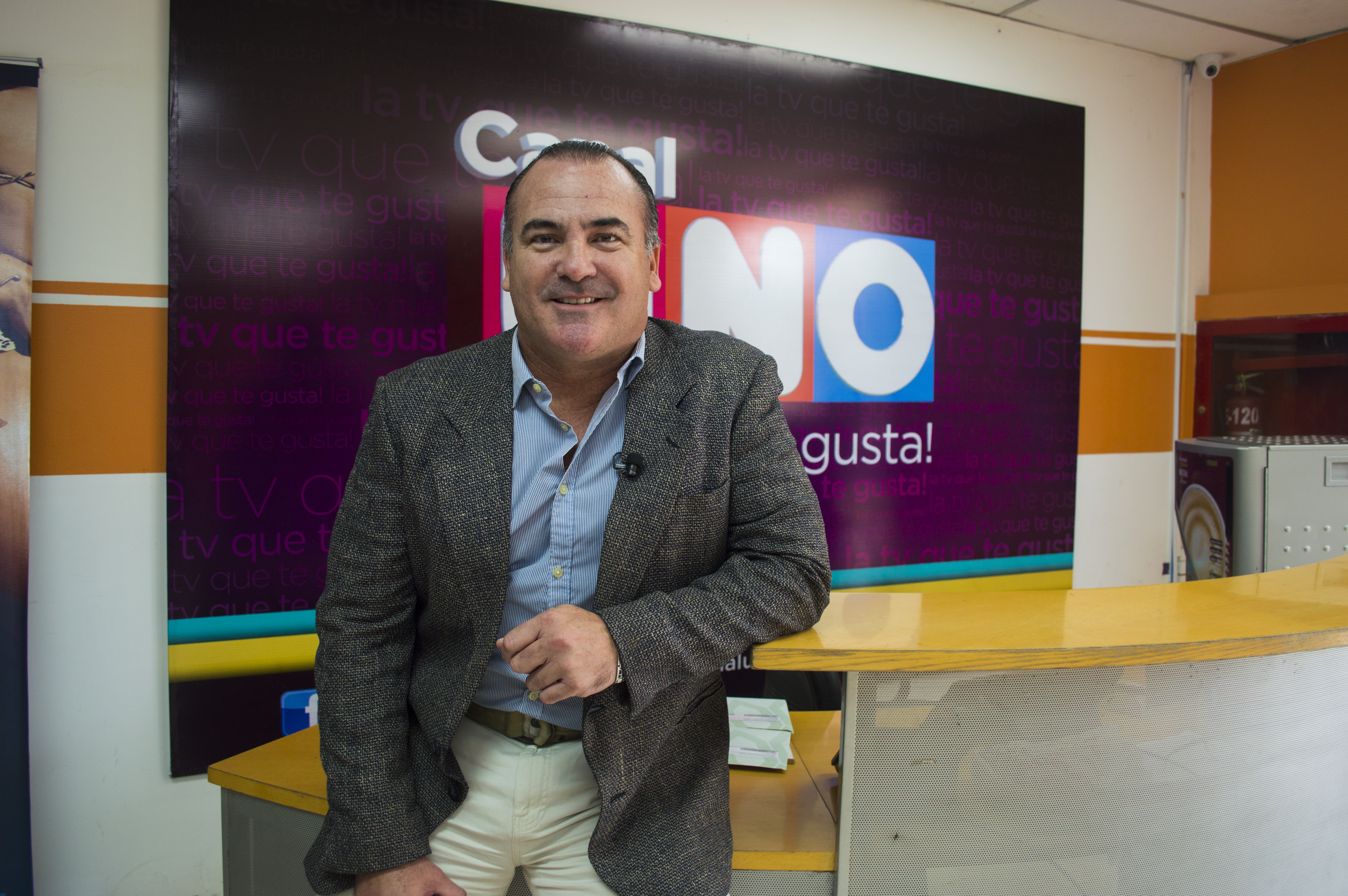
Gustavo Navarro en recepción de Canal Uno en 2016.

Durante los años 1990 fue conductor de televisión del programa Guayaquil Caliente de SíTV.   En ese espacio conoció a la modelo Paola Farías con quien se casaría y tendría una hija, más tarde se divorciaría. Dejó el programa debido a la desaparición del mismo luego de que el canal fuera incautado por la Agencia de Garantía de Depósitos en 1999. Durante la segunda parte de la década del 2000, regresó al programa Guayaquil Caliente, después de que este volviera a la televisión por la misma señal del canal ahora llamado Canal Uno. También ha sido conductor del programa Baila la Noche, del mismo canal. Fue parte de un cortometraje junto a Andrés Crespo.
Se unió a la política en 2013 como candidato a concejal de Guayaquil por Alianza PAIS para las elecciones municipales de Guayaquil de 2014, en las que resultó elegido junto a otros miembros del mismo partido.